# Sanctuaire d'Asclépios (Pergame)
 (octobre 2020).
Si vous disposez d'ouvrages ou d'articles de référence ou si vous connaissez des sites web de qualité traitant du thème abordé ici, merci de compléter l'article en donnant les références utiles à sa vérifiabilité et en les liant à la section « Notes et références ».

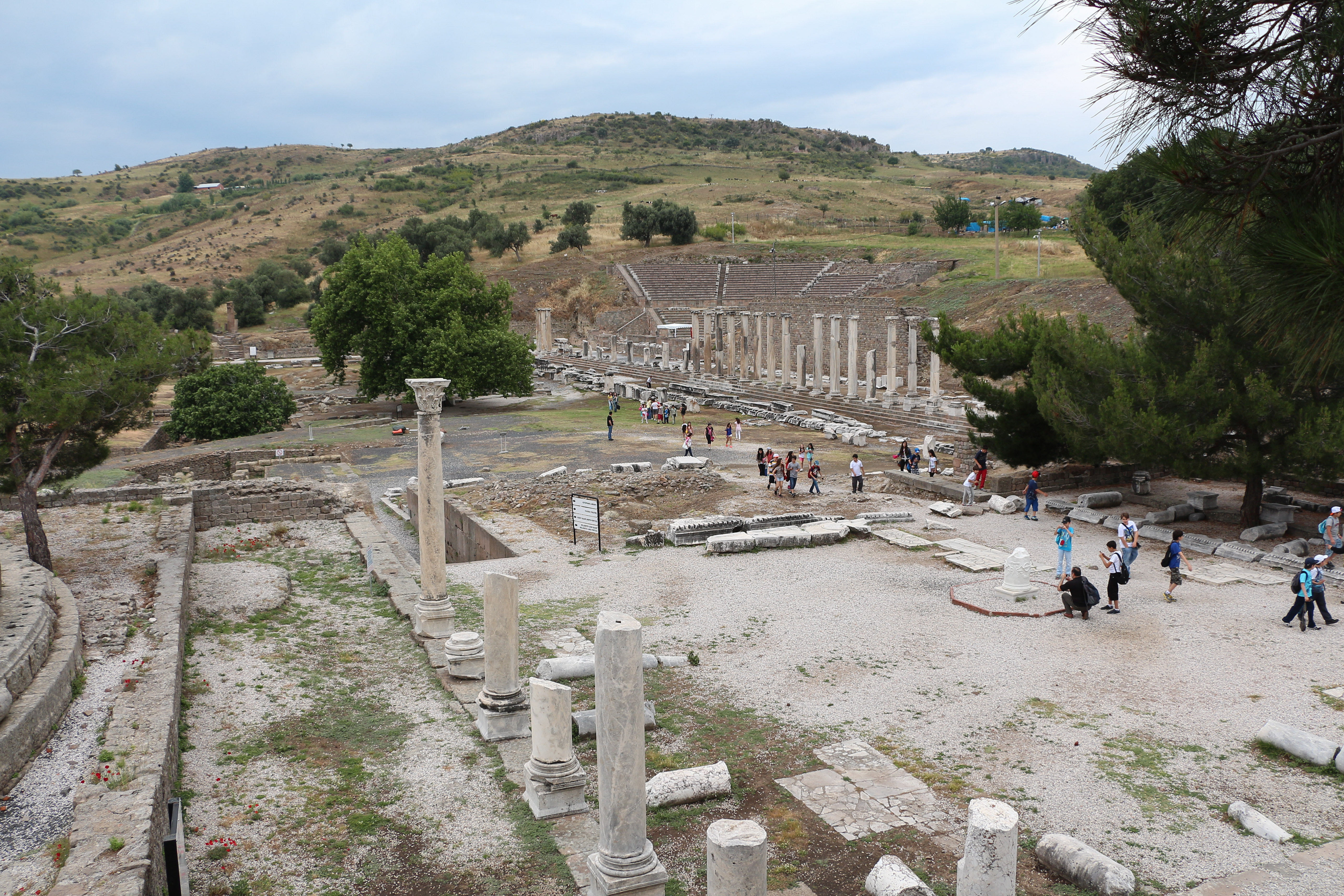
Vue générale de l'Asclépiéion. Au premier plan : temple romain d'Asclépios Sôter, propylée ; au second plan : source sacrée, portiques, théâtre romain.

Le sanctuaire d'Asclépios (ou Asclépiéion) de Pergame se trouve adossé à une colline, à 3 km au sud-ouest de l'acropole de Pergame, à laquelle il était relié par une voie sacrée bordée d'une colonnade.
Les patients venaient s'y faire soigner sous des portiques d'incubation et d'autres bâtiments organisés autour d'une source sacrée. Comme dans tous les autres sanctuaires d'Asclépios, ils espéraient être visités dans leurs rêves par le dieu Asclépios, censé leur apporter la guérison. Galien, médecin personnel de l'empereur Marc-Aurèle, a exercé à l'Asclépiéion de Pergame durant de nombreuses années.

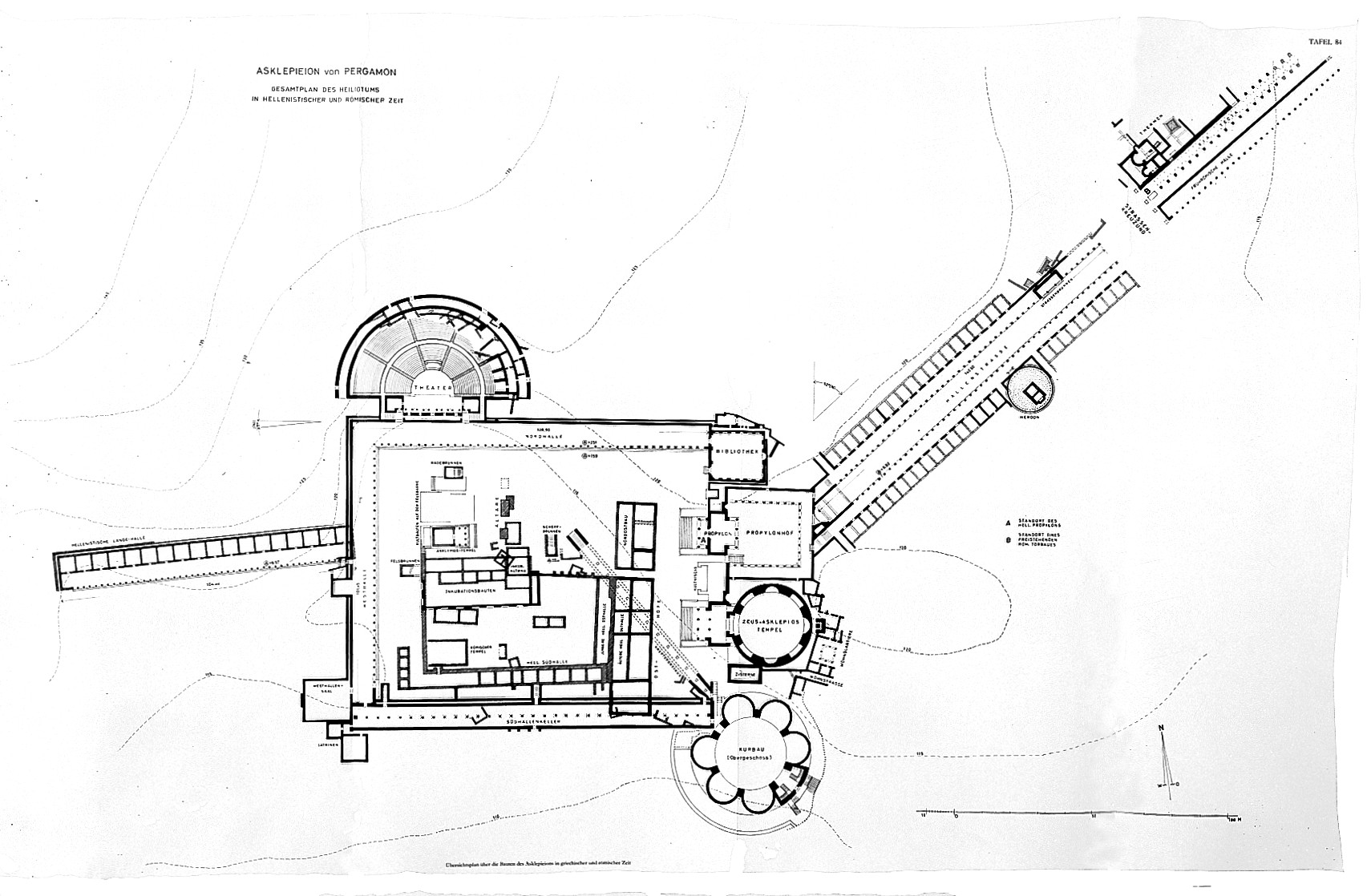
Plan de l'Asclépiéion et de la voie sacrée.

Le site archéologique conserve un théâtre romain, des portiques (stoa nord et sud), le temple d'Asclépios, ainsi qu'un centre de traitement, de plan circulaire, parfois appelé temple de Télesphore.

## Le culte d'Asclépios à Pergame

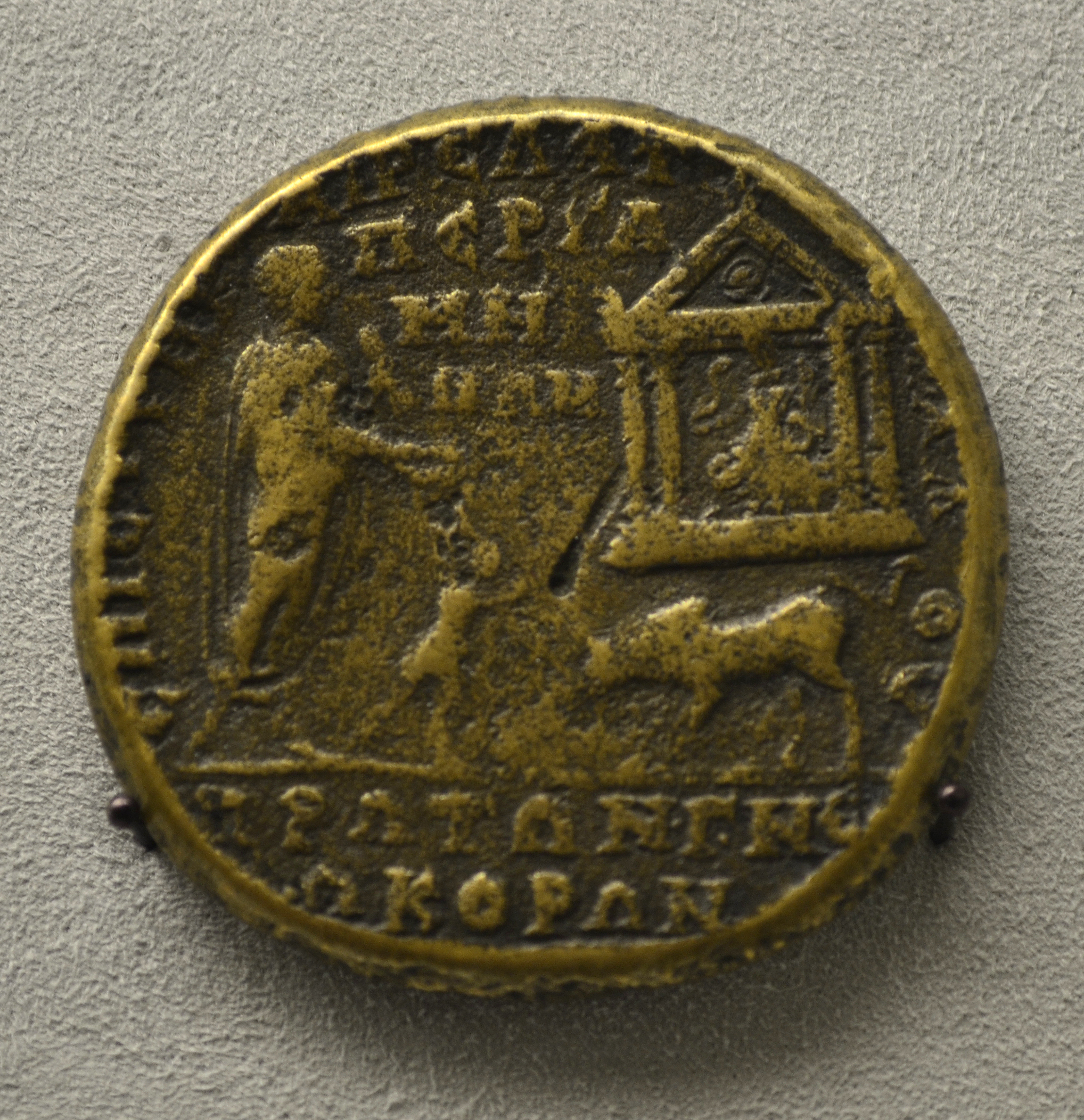
L'empereur Caracalla au sanctuaire d'Asclépios à Pergame. Musée de Pergame, Berlin.

Le culte d'Asclépios était déjà pratiqué à Pergame au IVe siècle av. J.-C., hérité de la famille d'un certain Archias, fondateur d'un culte élevé sous Eumène II au rang de culte d'État. L'Asclépiéion, dans sa conception telle qu'on la connaît aujourd'hui, peut être rattaché à l'expansion de la cité à l'époque de l'empereur romain Antonin le Pieux. Cependant, des fouilles ultérieures ont également mis au jour des vestiges de constructions hellénistiques et même plus anciennes. Au IIe siècle av. J.-C., le sanctuaire était devenu l'Asclépiéion le plus important du monde antique.

## Sanctuaire

### Période préhellénistique
Des éclats de céramique des temps pré-archaïques et archaïques ont été découverts dans le vallon occupé par l'Asclépiéion. Les quelques vestiges restants des bâtiments les plus anciens, cependant, qui datent de la fin du Ve siècle av. J.-C., ne permettent aucun jugement sur l'apparence du site cultuel dans son état premier.
La source du sanctuaire, située sur une sorte de barre rocheuse, était probablement déjà entourée de pierre à cette époque et signalée comme monument de culte par un escalier allant d'ouest en est. À en juger par des traces de travaux, la roche environnante était également usée, de sorte qu'une sorte de plate-forme de culte avait été créée. Quelques restes de murs ont été trouvés dans les environs. En tenant compte des bâtiments plus récents et en comparaison avec des sanctuaires de cultes continus similaires, on pourrait déduire que l'Asclépiéion de Pergame trouve son origine dans un sanctuaire de source.

### Période hellénistique

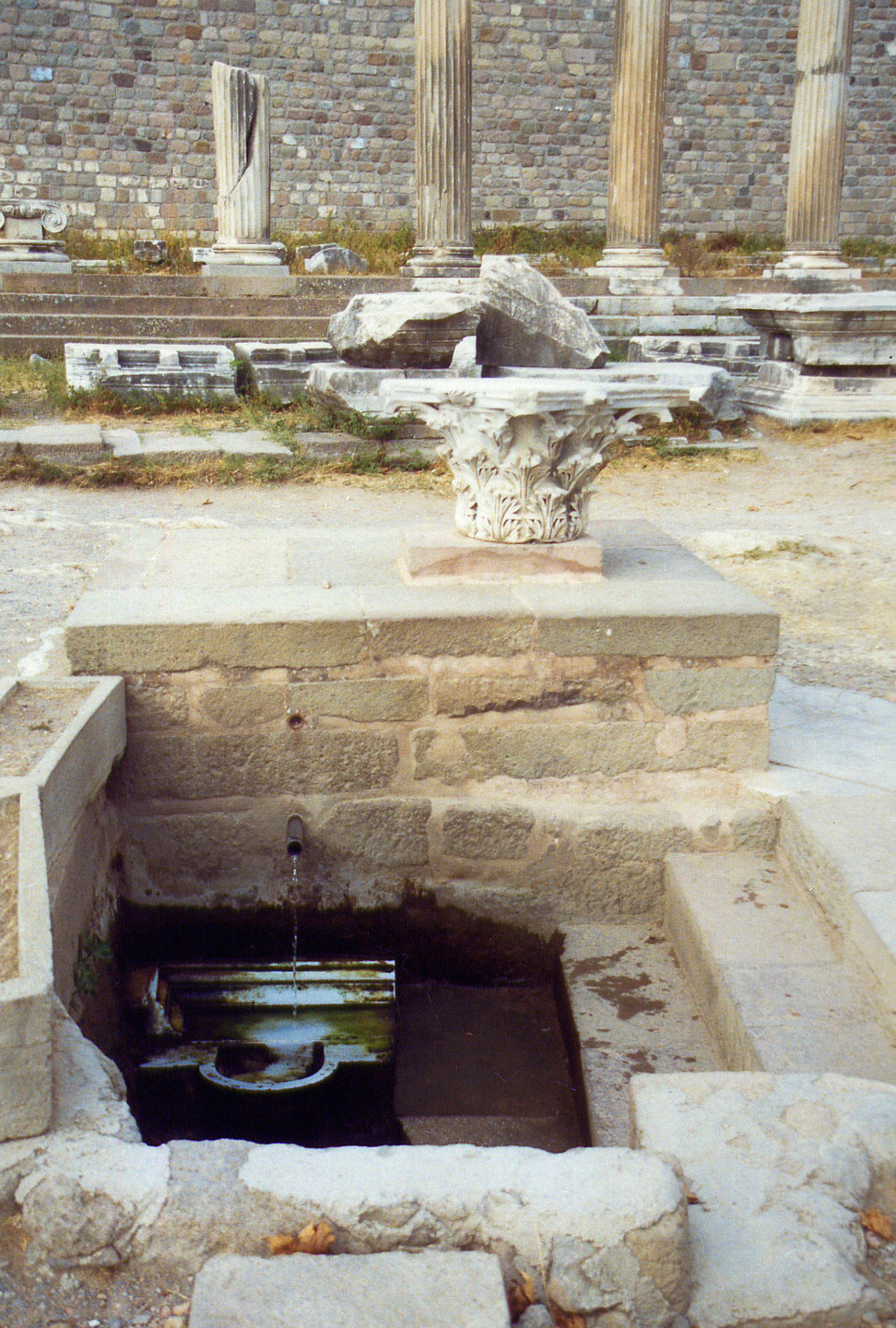
Source sacrée

Dans le dernier tiers du IVe siècle av. J.-C., trois bâtiments à fonction indéfinie ont été construits, dont l'un était situé sous les fondations d'un autel ultérieur. Au début du IIIe siècle av. J.-C. a été aménagé le supposé escalier monumental, dont l'élaboration soigneuse et l'emplacement exposé suggèrent une importance particulière. Le renfoncement assez profond, auquel mène un escalier, aurait pu constituer un accès au puits sacré, qui était alimenté par un canalisation de la source sur la barre rocheuse. C'est également au début du IIIe siècle av. J.-C. que le supposé bâtiment en mosaïque a été construit entre l'autel sud et la barre rocheuse. Le bâtiment de 2,70 × 2,80 m, dont une niche s'ouvrait sur l'autel, avait peut-être une fonction cultuelle.
Une mosaïque de galets noirs et blancs a été conservée à l'intérieur. Avec l'agrandissement des bâtiments ultérieurs de l'Enkoimésis, ce bâtiment a été détruit et le culte éventuellement associé a peut-être été transféré dans un bâtiment de culte sur la barre rocheuse elle-même. Vers le milieu du IIIe siècle av. J.-C., l'aspect du sanctuaire a changé de manière significative : pour la première fois, les bâtiments ont été alignés sur les quatre points cardinaux selon un concept uniforme, les bâtiments au centre du sanctuaire se sont densifiés et la taille des bâtiments individuels a augmenté. Derrière cette mise à niveau et monumentalisation se trouvait peut-être une promotion plus forte du culte d'Asclépios par la maison royale attalide. Outre la construction de deux installations de culte sur la barre rocheuse et les autels associés, de nouvelles installations ont été prévues pour l'incubation.

### Période romaine
Propylée et voie monumentale

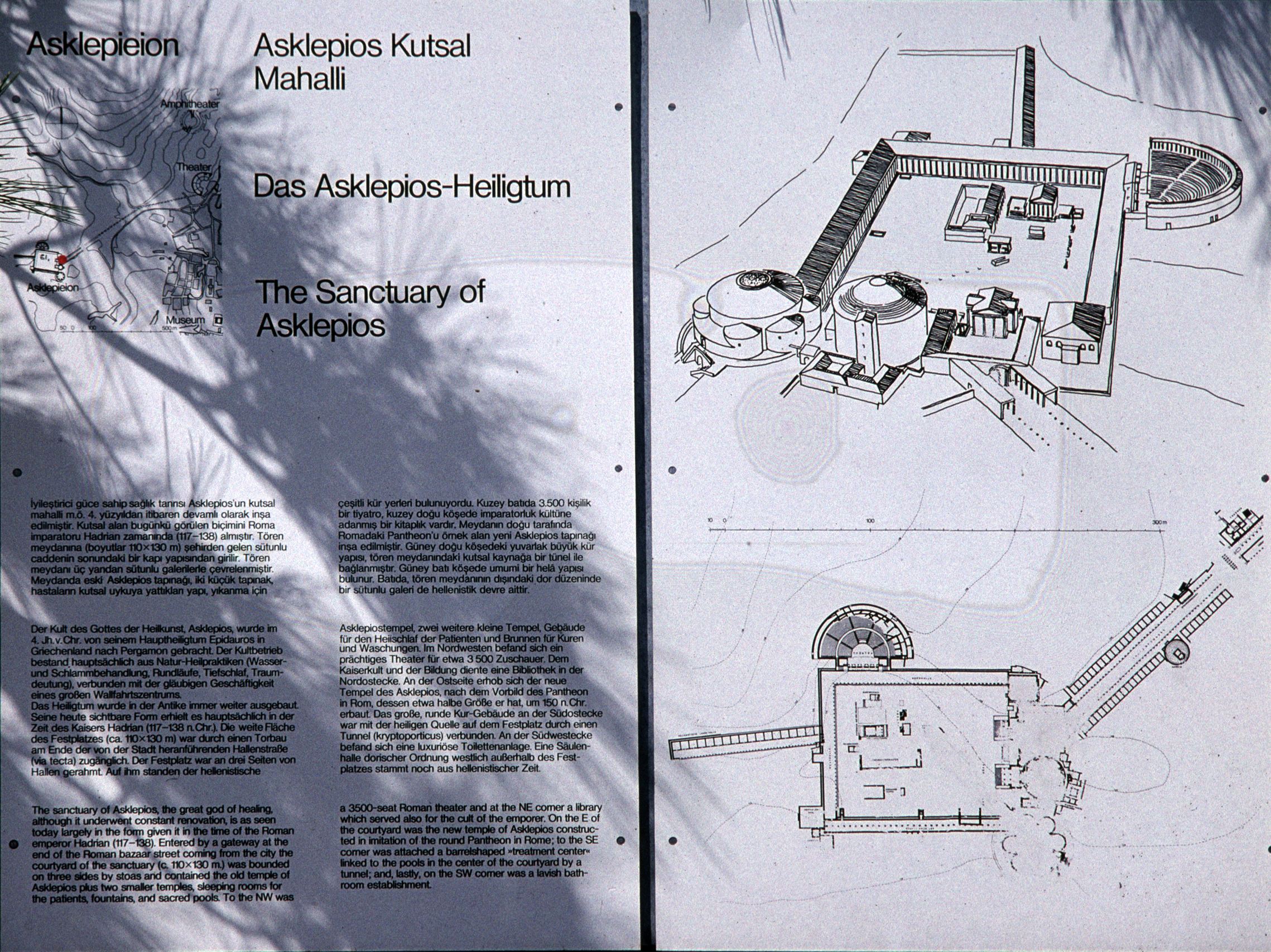
Reconstitution du sanctuaire d'Asclépios et du théâtre.

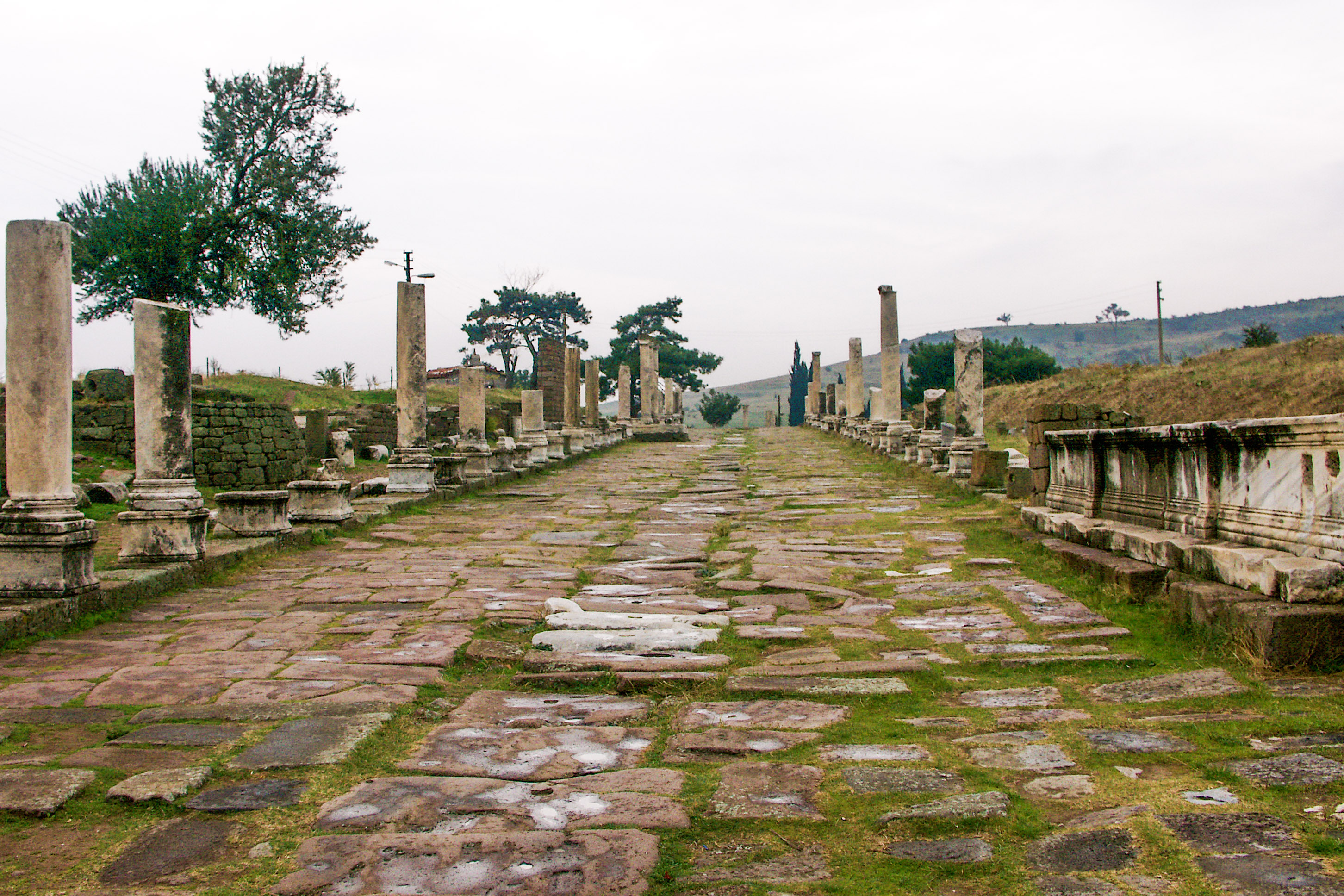
Voie sacrée de l'Asclépiéion

L'accès à l'Asclépiéion était rendu possible par une voie monumentale de 820 mètres de long, avec un bâtiment de portail formant l'entrée, qui lui donnait l'aspect d'une voie couverte voûtée. Des colonnades bordaient la voie, large de 18,50 m. Un hérôon en forme de tholos reposait sur le portique sud, celui du nord abritant une fontaine. Le sanctuaire romain était constitué d'une cour de 110 × 130 mètres, entourée de bâtiments et de salles, avec un grand parvis et un propylon face à l'est, là où se terminait l'avenue monumentale.
Temple romain d'Asclépios Sôter
Le temple romain d'Asclépios Sôter ou Zeus Sôter Asclépios était situé au sud du propylon, donc en bordure de la cour. Le bâtiment est une réplique en réduction du Panthéon de Rome. Son dôme, de 23,85 m de diamètre, était au moment de sa construction le plus grand dôme en brique de l'Empire romain et probablement du monde entier. Sa sous-structure était conforme aux techniques de l'artisanat grec, faite de blocs soigneusement découpés sans lien de mortier. Un splendide vestibule correspondant à l'architecture voisine du propylon donnait accès au sanctuaire par l'ouest via un escalier en amont. Sept niches alternées semi-circulaires et angulaires divisaient les murs de trois mètres d'épaisseur à l'intérieur et contenaient probablement à l'origine des images de culte. Des pilastres colorés et un revêtement en marbre ornaient les murs intérieurs du temple, don du consul romain de Pergame de 142 après J.-C., Lucius Cuspius Pactumeius Rufinus.
Centre de soins et passage souterrain
À l'angle sud-est de la zone se dressait un bâtiment rond de deux étages, d'un diamètre extérieur de près de 60 mètres, dont l'étage supérieur était structuré de niches semi-circulaires orientées vers l'intérieur. Le bâtiment, couvert d'un toit normal, était utilisé pour la station thermale.
Un passage souterrain voûté d'environ 80 mètres de long (conservé) reliait ce bâtiment au centre de culte du complexe constitué par la source sacrée et radioactive.

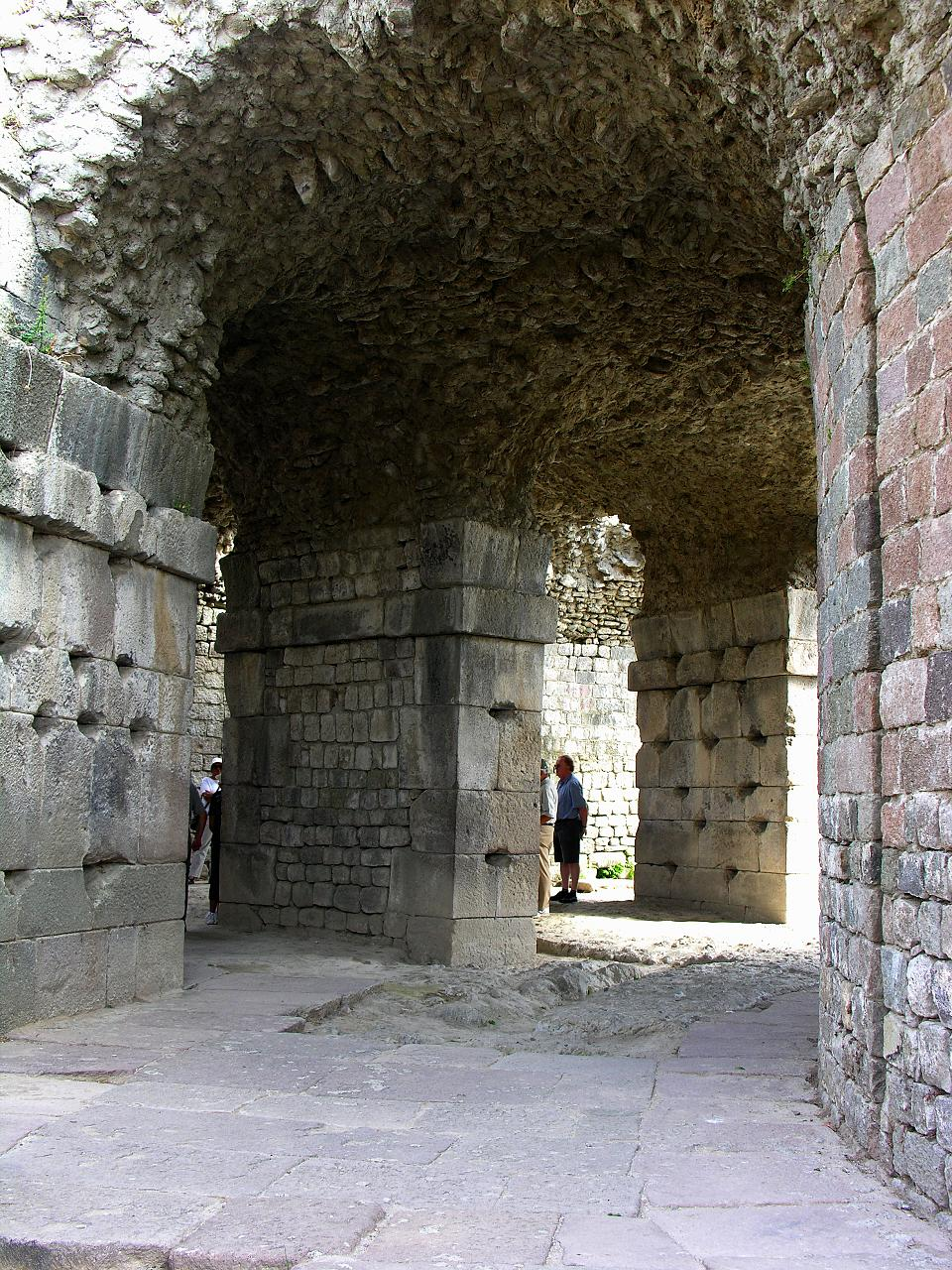
Voûtes subsistantes du bâtiment circulaire
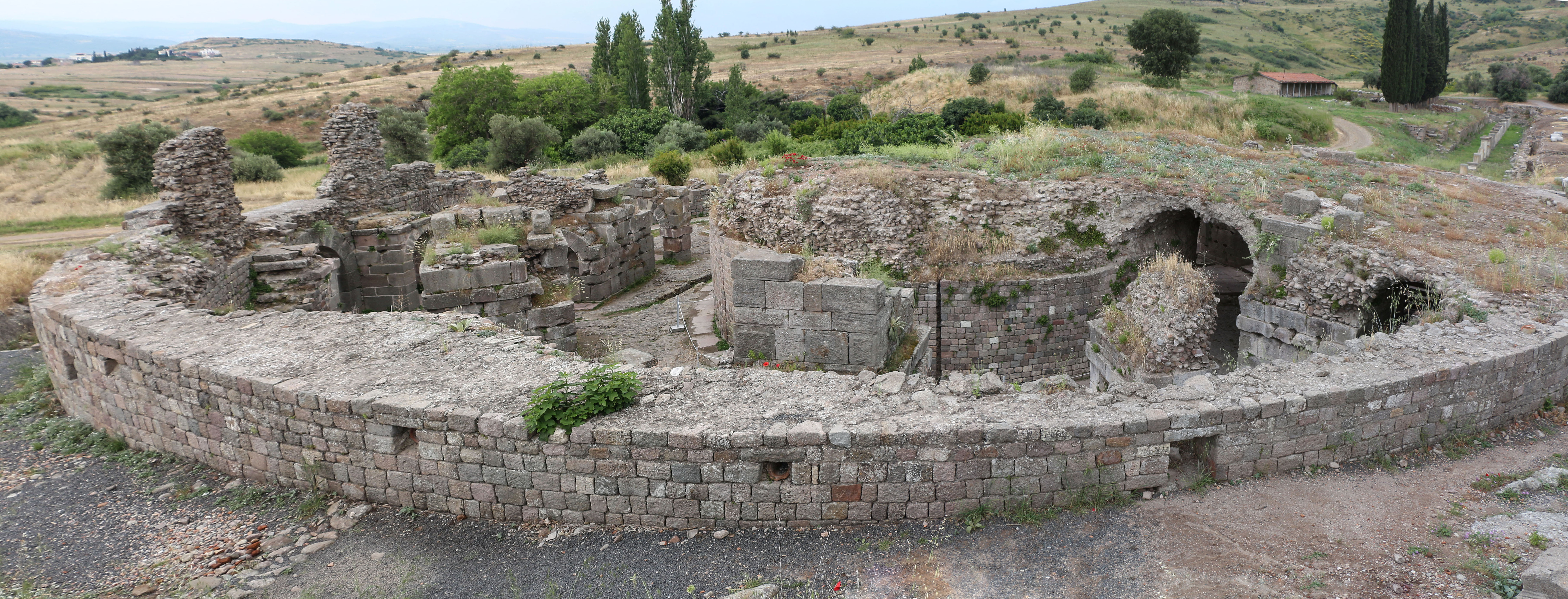
Bâtiment de soins circulaire (dit « temple de Télesphore »).
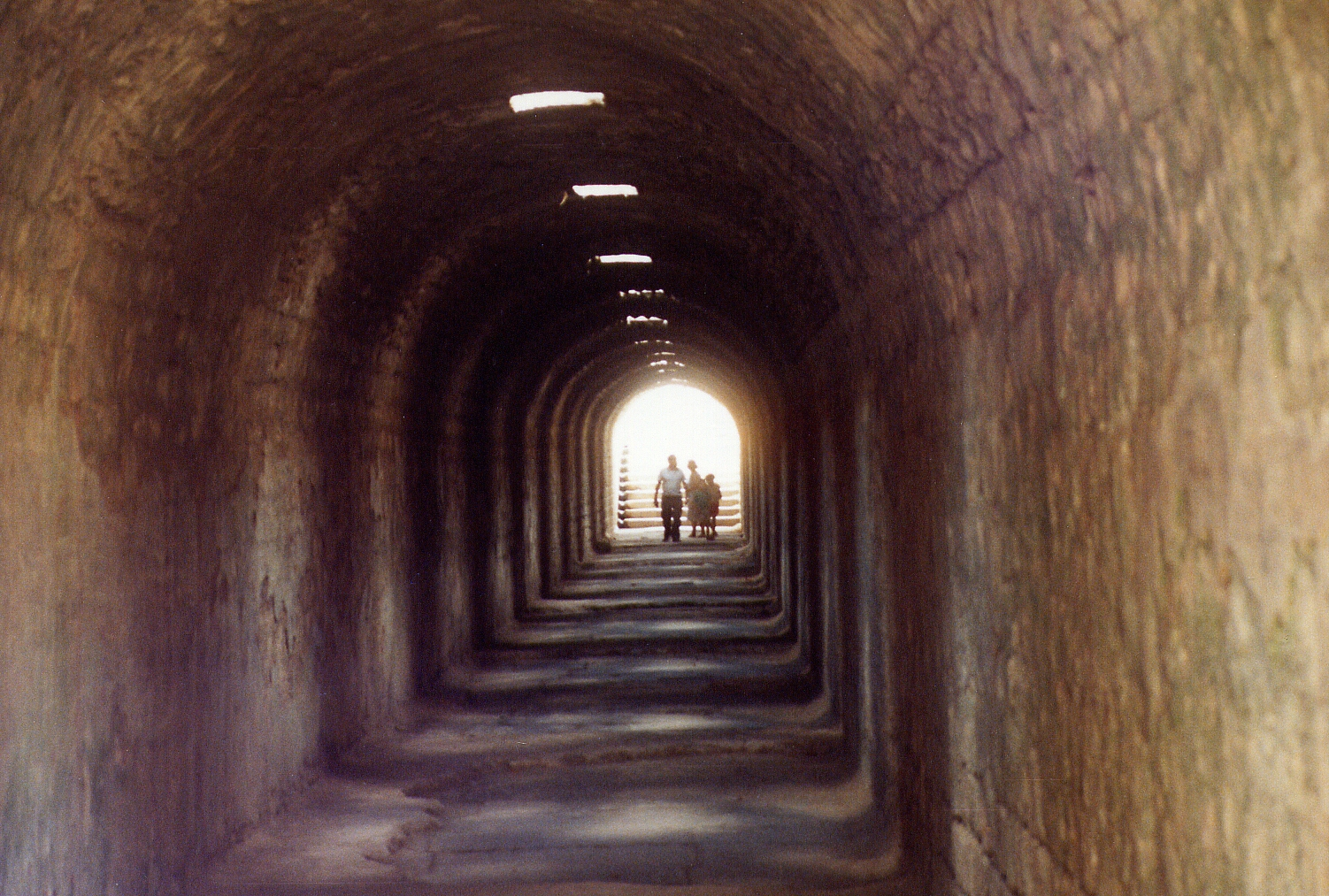
Passage souterrain de 80 m sous l'Asclépiéion

Théâtre et bains
Les côtés sud, ouest et nord de la cour étaient bordés de salles à colonnes. Au nord de la salle nord et dans sa zone ouest se trouvait un théâtre typique de l'architecture romaine, strictement semi-circulaire, avec 29 rangées de sièges en marbre, pouvant accueillir environ 3 500 spectateurs. D'autres bâtiments ou installations du sanctuaire étaient utilisés pour les bains et les eaux curatives.

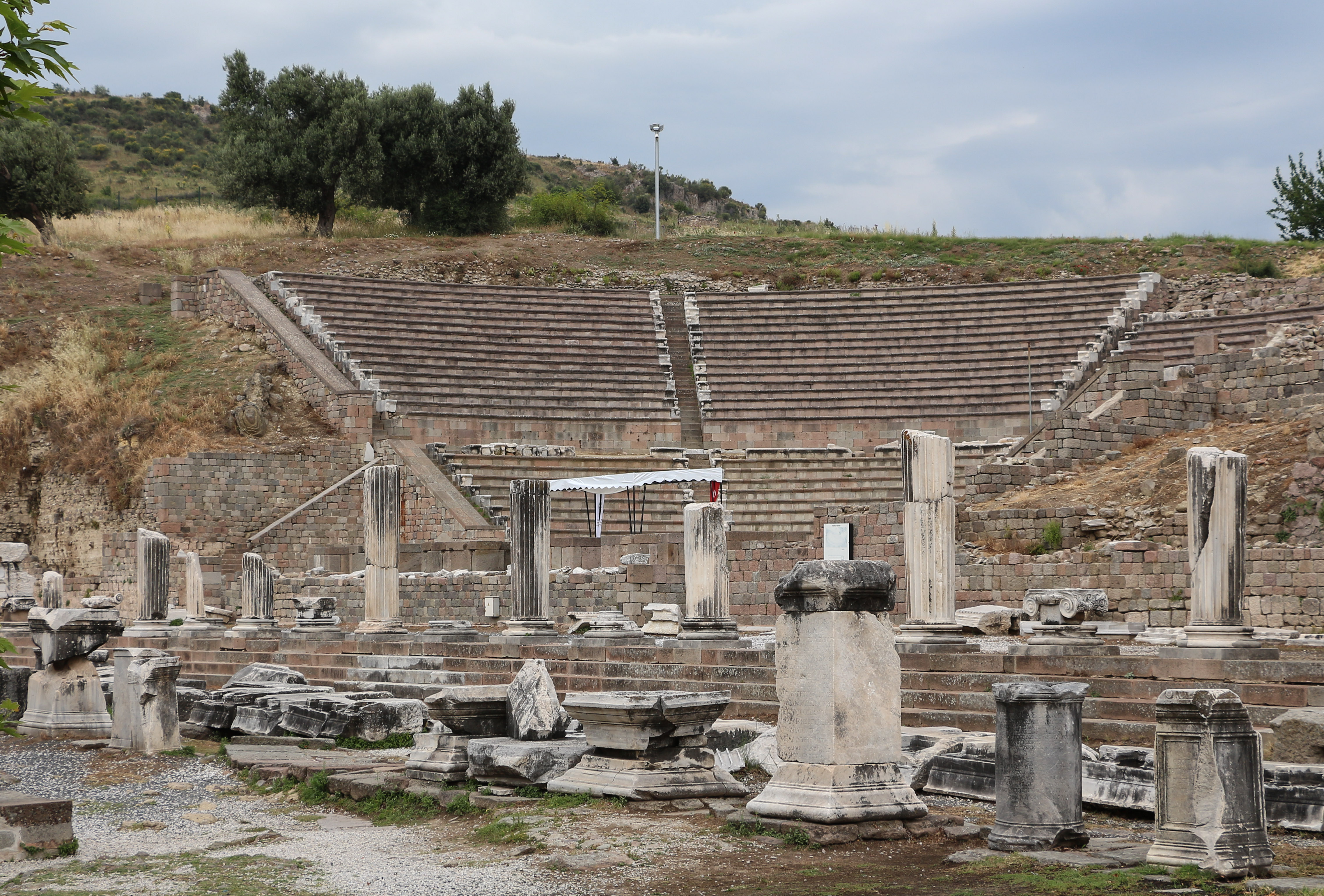
Théâtre romain
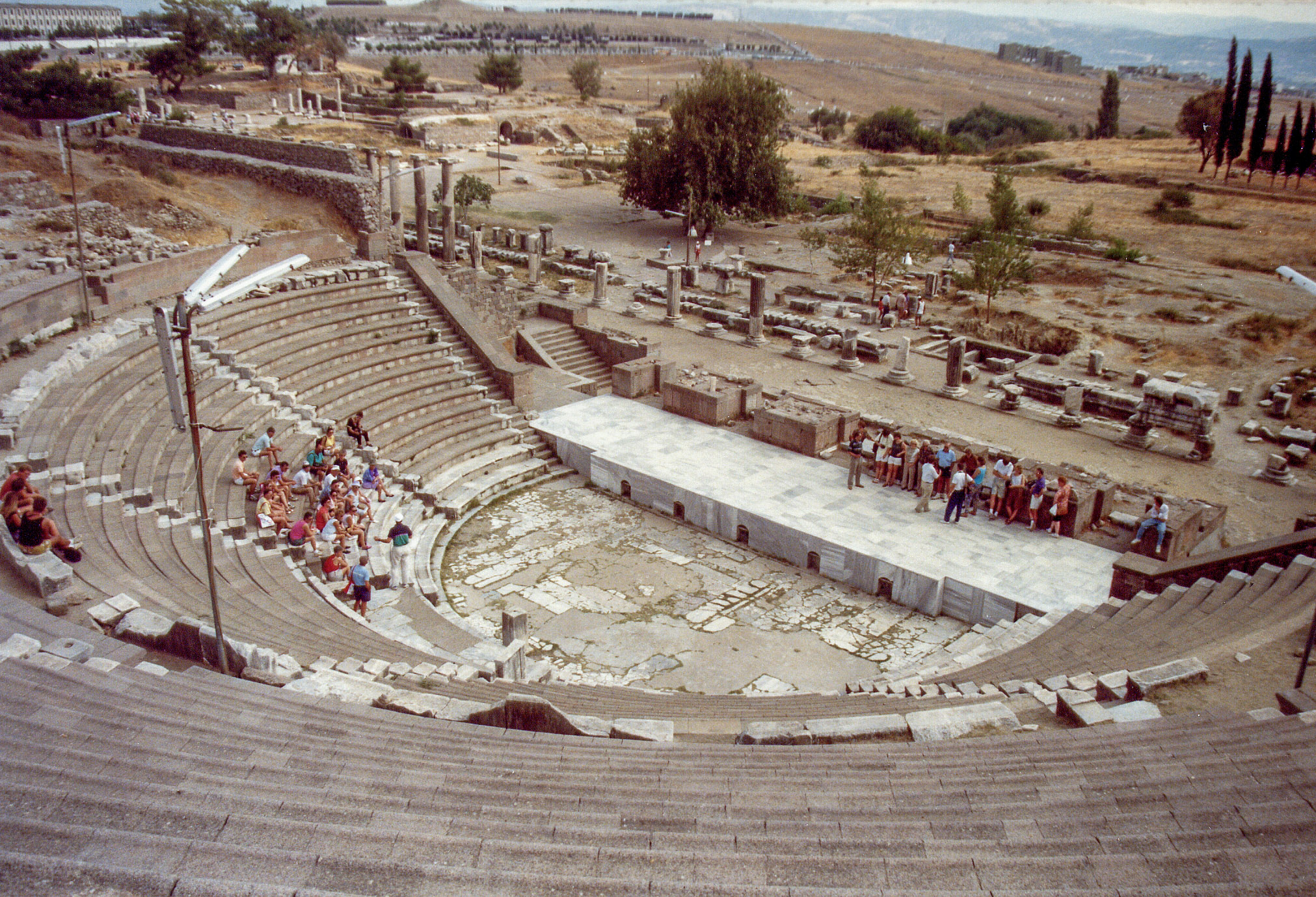
Les gradins et la scène reconstitués